# Rembrandt van Rijn
Rembrandt Harmenszoon van Rijn (Leiden, 15. srpnja 1606. – Amsterdam, 4. listopada 1669.) bio je nizozemski barokni slikar; najsnažnija je i najsvestranija ličnost u nizozemskoj umjetnosti 17. stoljeća.
Ostvarivši uspjeh još kao mladi slikar, kasnije godine njegova života obilježila je tragedija financijskih poteškoća. Unatoč tomu, njegove slike i grafike bile su popularne cijeloga njegova života, i njegova reputacija kao slikara ostala je neokaljana te je dvadesetak godina naukovao gotovo sve važnije nizozemske slikare. Rembrandtova najveća inovativnost se ispoljila u njegovim portretima suvremenika, autoportretima i ilustracijama biblijskih motiva. Njegovi autoportreti tvore jedinstvenu intimnu biografiju u kojoj je umjetnik promatrao sebe bez taštine i potpuno iskreno.
U slikarstvu, kao i u grafici, pokazao je iznimno poznavanje klasične ikonografije koju je preoblikovao kako bi se uklopila u njegovo iskustvo. Tako su njegovi prikazi biblijskih scena sadržavali njegovo poznavanje teksta, asimilaciju klasičnih kompozicija i njegova istraživanja židovske populacije u Amsterdamu. Zbog svog dubokog suosjećanja s ljudskom prirodom često je zvan i „jednim od velikih proroka civilizacije“

## Životopis
Rembrandt Harmenszoon van Rijn je rođen u Leidenu u Nizozemskoj kao deveto dijete roditelja Harmena Gerritsza van Rijna i Neeltgene Willemsdr van Zuytbrouck.  Njegova obitelj je imala mnogo prihoda, ali i posla; otac mu je bio mlinar a majka pekareva kći. Najprije je pohađao latinsku školu, a potom i sveučilište u Leidenu da bi završio kao šegrt kod slikara povijesnih tema Jacoba van Swanenburgha kod kojeg je proveo tri godine. Nakon kratkog, ali važnog naukovanja kod slavnog slikara Pietera Lastmana u Amsterdamu, Rembrandt je otvorio svoj studio u Leidenu 1624. ili 1625., koji je dijelio s kolegom Janom Lievensom. Godine 1627. Rembrandt započinje primati učenike, između ostalih i Gerrita Doua.
Od 1629. godine Rembrandt intenzivno radi za dvor u Den Haagu, te naposljetku i za princa Frederika Hendrika sve do 1646. godine.
Krajem 1631. godine Rembrandt se i seli u Amsterdam, tada brzo rastući i glavni trgovački grad Nizozemske, te tamo uspješno počinje raditi portrete. Rembrandt je 1634. godine oženio Saskiju van Uylenburg, nećakinju trgovca umjetninama Hendrickvan Uylenburga Iste godine Rembrandt postaje amsterdamskim majstorom i članom lokalne udruge slikara, te prima u naukovanje brojne slikare kao što su Ferdinand Bol i Govert Flinck.
Godine 1639. Rembrandtovi sele u novu kuću (danas Rembrandtov muzej) u ulici Jodenbreestraat koja je tada bila židovski kvart. Rembrandt je često koristio svoje susjede židove kao modele u svojim slikama s tematikom iz Starog zavjeta. Rembrandtovi su izgubili nekoliko novorođenčadi (sin Rumbartus je preminuo u dobi od samo dva mjeseca 1635. godine, njihova kći Cornelia sa samo tri tjedna 1638. godine, a druga kći Cornelia sa samo mjesec dana 1640.). Samo je njihovo četvrto dijete, Titus, rođen 1641., preživio do zrelosti, no ubrzo nakon njegova rođenja Saskia je umrla, najvjerojatnije od tuberkuloze. Rembrandtovi crteži bolesne supruge nemoćne u krevetu su jedni od najpotresnijih njegovih djela.
Krajem 1640-ih Rembrandt je započeo vezu s mnogo mlađom Hendrickje Stoffels, koja je najprije bila njegova kućepaziteljica. Godine 1654. rodila im se kći Cornelia, te je Hendrickje morala odgovarati pred nizozemskim reformističkim sudom optužena da je “učinila prostitutski čin sa slikarom Rembrandtom”. Ona je priznala i nije joj bilo dozvoljeno da krsti kći. Ona i Rembrandt su bili u priznatoj pravnoj obiteljskoj zajednici, ali nikada u građanskom braku, jer je Rembrandt želio očuvati zakladu sinu Titusu koju mu je ostavila pokojna majka.  
Rembrandt je živio iznad svojih primanja, kupujući umjetnine (pa čak i licitirajući za svoje slike), grafike i rijetkosti do te mjere da je sud, kako bi Rembrandt izbjegao bankrot 1656. godine, odredio da mora prodati slike i veliki dio svoje zbirke antikviteta. Iz prodajne liste 1657. i 1658. (s razočaravajućim cijenama) saznajemo kako je u posjedu pored brojnih slika starih majstora imao i biste rimskih careva, samurajske oklope, kolekciju prirodoslovnih izložaka i minerale.  Također je morao prodati svoju kuću i tiskarsku prešu, te se preseliti u skromniju kuću u Rozengrachtu in 1660.  
Amsterdamski slikarski ceh mu je okrenuo leđa, a njegove narudžbe su često mijenjane još za vrijeme slikanja 
Rembrandt je još slikao brojne portrete kada ga je 1667. godine posjetio obožavatelj, toskanski knez Cosimo III. de' Medici, na svom putu u Amsterdam.
Rembrandt je nadživio i svoju ženu Hendrickje, koja je umrla 1663. godine, i svog sina Titusa, koji je preminuo 1668., ostavivši za sobom kćerkicu. Rembrandt je umro godinu dana kasnije, 4. listopada 1669. godine u Amsterdamu, te je pokopan u neoznačenu grobnicu na groblju Westerkerk.

## Djela
U svom pismu prijatelju Huyghensu, Rembrandt je napisao jedinu očuvanu izjavu o svojoj umjetnosti: die meeste ende di naetuereelste beweechgelickheijt (najveće i najprirodnije emocije). Bilo da govori o motivima ili formi, Rembrandt je bez premca u isto vrijeme i prizeman i nebesko duhovan kao niti jedan zapadnjački slikar prije njega, a možda i poslije.
Iako se u 20. stoljeću mislilo kako je Rembrandt naslikao gotovo 600 slika, danas se vjeruje kako je taj broj bliži brojci od 300.  Njegove grafike se obično nazivaju bakropisima, premda je veliki broj bakroreza a ponekad i u tehnici suhe igle, a kreću se oko brojke od 300 djela.  Najvjerojatnije je za života napravio i više od 2,000 crteža.
Jednom je utvrđeno devedeset njegovih autoportreta, ali se isto tako zna da je svojim učenicima kao zadatak često davao da kopiraju neki njegov autoportret. Moderni znanstvenici smanjuju tu brojku na četrdesetak slika, kao i nekoliko crteža i 31 bakropis.  Na mnogima je prikazivao sebe u kvazi-povijesnim pozama i iskreveljenim licem. Njegove slike uljenim bojama otkrivaju napredak od nesigurna mladića, preko sigurna i uspješna slikara portreta 1630-ih, do nemirnih ali snažnih portreta koje je radio u starosti. One skupa daju neobično jasnu sliku čovjeka, njegova izvanjskog izgleda, ali i psihološki karakter koji je vidljiv na njegovom bogato oslikanom licu.
Među prepoznatljivijim odrednicama njegova rada je bogata uporaba kjaroskura, teatralna uporaba svjetla i sjene koju je preuzeo od Caravaggia, ili vjerojatnije od nizozemskih caravaggista, ali koje je prilagodio svojim osobnim potrebama Također su važne njegove dramatične i neobično životne prezentacije likova na kojima je izbjegavao stroge forme (koje su česte u njegovih suvremenika), te njegove slike imaju jedno općeljudsko suosjećanje, neovisno o bogatstvu ili godinama subjekta. Članovi njegove najbliže obitelji (žena Saskia, sin Titus i nevjenčana supruga Hendrickje) se često nalaze na njegovim slikama u mitološkim, biblijskim ili povijesnim temama.
Tijekom karijere Rembrandt je najčešće slikao portrete, pejzaže i narativne slike. Za ove posljednje najviše je bio cijenjen od svojih suvremenika koji su mu odavali počast za vještinu prikazivanja biblijskih prizora s bogatstvom emocija i neprikosnovenom pozornosti za detalje. Stilski se njegove slike razvijaju od ranog 'glatkog' načina slikanja, karakterističnog po iluzionističkim težnjama, do kasnog 'grubog' tretmana bogato raznolikih tekstura koje su dozvoljavale i iluziju forme pretpostavljajući i taktilne osobine same slike.
Od kasnih 1640-ih sloboda i dubina njegovih crteža i slika ponavlja se i u njegovim grafikama. Djela su širokog raspona tema i tehnika; ponekad ostavlja velike površine praznog papira, a ponekad opet koristi kompleksnu mrežu linija kako bi stvorio bogate tamne tonove.
Za djelovanja u Amsterdamu (1632. – 1636.), Rembrandt je započeo slikati velike dramatične biblijske i mitološke scene s izrazitim kontrastom (Osljepljavanje Samsona, 1636., Belšazarova gozba, oko 1635.) u želji da dosegne barokni stil Rubensa.
Do 1630tih, Rembrandt je naslikao i nacrtao nekoliko pejzaža s pojačanom dramom prirode, drvećem visokih korijena i slikovitim nebom (Barake ispod olujnog neba, oko 1641., Tri drveta, 1643.). Od 1640-ih njegova djela postaju manje dotjerana i teža u tonu, vjerojatno oslikavajući njegovu osobnu tragediju. Biblijske scene su češće iz Novog zavjeta nego iz Starog zavjeta. Godine 1642. naslikao je i svoju najveću sliku - Noćna straža, najpoznatiju zbog mnoštva naručenih portreta koje je pokušao uklopiti u svoj stil koji je razvijao proteklih godina.
1650-ih, Rembrandtov stil se mijenja, slike postaju veće, boje bogatije a potezi kistom izraženiji čime se udaljio od mode vremena koja je težila glatkijim i detaljnijim radovima. Ovo se može opravdati njegovim upoznavanjem s kasnim radovima Tiziana, i željom da se djela doimlju “nedovršenima” s bogatom teksturom i brojem slojeva čineći tako prostor ne samo iluzionistički, nego i doista dubokim.
Kasnijih godina se posvetio portretnim figurama iz Biblije (Apostol Jakov, 1661.), i duboko reflektivnim autoportretima (od 1652. to 1669. naslikao ih je petnaest), te nekoliko potresnih slika žena i muškaraca (Židovska nevjesta, oko 1666.).
Na ovim njegovim kasnim velikim portretima možemo prepoznati stvarne ljude, osjetiti njihovu toplotu, njihovu žudnju za suosjećanjem, ali i njihovu usamnjenost i patnju. Njegove prodorne oči s posljednjih autoportreta kao da prodiru duboko do našeg srca.

### Grafike
Rembrandt je stvarao grafike tijekom cijele svoje karijere od 1626. do 1660., jedina godina iz koje ne postoji datirana grafika je problematična 1649.  Sloboda graviranja je bila iznimno važna u njegovu djelu. Najprije je koristio stil sličan svojem crtežu, ali se kasnije približio slikarskim efektima koristeći mnoštvo jetkanja kiselinom kako bi postigao različite jačine linija. Tijekom 1640-ih radio je u više faza na grafici Grafika od stotinu Goldena i bilo je to "krunsko djelo sredine njegove karijere" iz čega je iznikao njegov finalni stil. 
Iako je otisak preživio samo u dvije faze, mnoštvo prerada se može vidjeti ispod finalnog otiska i u mnoštvu crteža. 
U svojim zrelim djelima iz 1650-ih, Rembrandt je više improvizirao na pločama i preživjeli su brojni veliki otisci u mnogo faza (do jedanaest u nekom slučaju), često promijenjeni do temelja. Sada je često koristio ukriživanje linija kako bi stvorio tamne dijelove koji su prekrivali većinu ploče. Također je eksperimentirao i s papirima koristeći čak i japanski papir, a znao je i ostaviti malo boje (ne očisti je do kraja) kako bi dobio tamnije tonove. Također je često koristio i suhu iglu, osobito u maglovitim dijelovima u pejzažima.
Njegovi otisci imaju iste teme kao i njegove slike, iako su pejzaži malih dimenzija, koji su ustanovili standard grafičkog tretmana u 19. stoljeću, češći od portreta. Jedna trećina njegovih grafika je religijske tematike u pejzažu često tretirani veoma jednostavno, dok su ostali monumentalni otisci. Pokoja erotska, čak pornografska grafika nema svoga ekvivalenta u slikama.
Prije nego što je bio primoran da ih proda, Rembrandt je posjedovao zavidnu kolekciju grafika starih majstora. Iz grafika umjetnika kao što su: Andrea Mantegna, Rafael, Hercules Segers i Giovanni Benedetto Castiglione crpio je inspiraciju i često je čak posuđivao detalje.

## Galerija
- Autoportret, 1629., ulje na platnu, 15,5 × 12,7 cm, Alte Pinakothek, München.
- Umjetnik u svom studiju, 1628.-29., ulje na platnu, Rijksmuseum, Amsterdam.
- Uskrsnuće Lazarovo, 1630., ulje na platnu, 96,2 × 81,5 cm, Pokrajinski muzej umjetnosti, Los Angeles.
- Autoportret, 1634., ulje na platnu, Berlin.
- Abrahamova žrtva, 1635., ulje na platnu, 193 × 133 cm, Ermitaž.
- Osljepljivanje Samsona, 1636., ulje na platnu, 205 × 272 cm, Städelsches Kunstinstitut, Frankfurt.
- Belsazarova večera, 1639., ulje na platnu, 167 x 209 cm, Nacionalna galerija, London.
- Autoportret, 1640., ulje na platnu, 102 × 80 cm, Nacionalna galerija, London.
- Danaja, 1636.-47., ulje na platnu, 185 × 203 cm, Ermitaž, Sankt-Peterburg.
- Sveta obitelj, 1645., ulje na platnu, 117 × 91 cm, Ermitaž.
- Bat-Šeba s Davidovim pismom, 1654., ulje na platnu, 142 × 142 cm, Louvre.
- Autoportret, 1659., ulje na platnu, 84 × 66 cm, Nacionalna galerija, Washington.
- Jakov blagoslivlja sinove, 1656., ulje na platnu, 175,5 × 210,5 cm, Umjetnička galerija, Kassel.
- Dva mlada afrikanca, 1661., ulje na platnu, 77,8 × 64,5 cm, Mauritshuis, Den Haag.
- Zakletva zavjerenika Julija Civilisa, 1661.-2., ulje na platnu, 196 x 309 cm, Nacionalna galerija, Stockholm.
- Autoportret, 1669., ulje na platnu, 82,5 × 65 cm, muzej Wallraf-Richartz, Köln.
- Aristotel ispred biste Homera, 1653., ulje na platnu, 143,5 × 136,5 cm, Metropolitan, New York.
- Povratak razmetnoga sina, 1662., ulje na platnu, 262 × 206 cm, Ermitaž.